# Contestation au Soudan en 2010-2013
La contestation au Soudan en 2010-2013 débute à partir du 18 décembre 2010[réf. nécessaire] au Soudan. Elle s'inscrit dans un contexte révolutionnaire dans les pays arabes.

## Protestations
Des émeutes de la faim ont lieu en 2013.

## Répression et arrestations
En 2013, 200 personnes sont tuées et un millier blessées, au cours de manifestations violemment réprimées par le président et son armée. Trois-mille personnes y sont arrêtées.
Le Parti du Congrès populaire (islamiste), qui participé aux manifestations de 2013, a été réprimé par le régime.